# Fourplay
Fourplay – zespół grający muzykę z gatunku smoothjazzu, powstały w USA. Pierwszy album został wydany w 1991 roku. Zespół od samego początku wzbudził wielkie zainteresowanie. Członkami zespołu są: Bob James (instr. klawiszowe), Lee Ritenour (gitary do 1997 r.), Nathan East (gitara basowa), Harvey Mason (perkusja), Larry Carlton (gitary od 1997 r.), Chuck Loeb (gitary od 2010 r. do śmierci w 2017 r.).  

## Dyskografia
- Fourplay (1991) (wyd. Warner Bros.)
- Between the Sheets (1993) (wyd. Warner Bros.)
- Elixir (1995) (wyd. Warner Bros.)
- The Best of Fourplay (1997) (wyd. Warner Bros.)
- 4 (1998) (wyd. Warner Bros.)
- Snowbound (1999) (wyd. Warner Bros.)
- Yes, Please (2000) (wyd. Warner Bros.)
- Heartfelt (2003) (wyd. Bluebird)
- Journey (2004) (wyd. Bluebird)
- X (2006) (wyd. Bluebird)
- Energy (2008) (wyd. Heads Up)
- Let's Touch the Sky (2010) (wyd. Heads Up)
- Esprit De Four (2012) (wyd. Heads Up)
- Silver (2015) (wyd. Heads Up)